# French Settlement (Louisiane)
Pour les articles homonymes, voir Livingston.
French Settlement (autrefois dénommée La Côte-Française) est une ville située dans l'État américain de la Louisiane, dans le delta du Mississippi à environ 40 km au Sud-Est de Bâton-Rouge. Elle est située dans la paroisse de Livingston. Sa population était de 1 116 habitants en 2010.

## Géographie
La ville de French Settlement est située à une trentaine de kilomètres à l'Ouest du lac Maurepas et à une quarantaine de kilomètres du lac Pontchartrain.

## Histoire
Le site de French Settlement doit son nom à la colonisation de cet endroit par des réfugiés français de Saint-Domingue en Amérique arrivés vers 1800, notamment de l'île de Saint-Domingue d'où les colons fuyaient avec leurs domestiques noirs, face à la révolution haïtienne. Bien après la vente de la Louisiane par Napoléon Ier, le site de La Côte-Française fut anglicisé en French Settlement au cours du XIXe siècle.
Un musée créole présente l'histoire de la région de La Côte-Française depuis l'époque de la Louisiane française jusqu'à nos jours, à travers la culture créole de Louisiane et la culture acadienne, la musique cadienne et la cuisine cadienne. La devise de la ville est « Sauce Patate Capital. »